# بن قردان
بن قردان (به عربی: بن قردان) شهری در استان مدنین کشور تونس است که جمعیت آن در سرشماری سال ۲۰۰۴ میلادی ۵۸٫۱۰۱ نفر بوده‌است.